# 발기 (고구려)
발기(發岐, ? ~ 197년)는 고구려 신대왕의 아들이고, 고국천왕의 바로 아랫동생이다. 동생 산상왕이 고국천왕의 사후 왕위 계승 서열을 무시하고 즉위하자 이에 반발하여, 후한의 요동태수 공손도의 도움을 받아 난을 일으켰으나 패하고 자살하였다. 한자가 다른 발기(拔奇)는 보통 동일인으로 본다.

## 생애
197년에 형인 고국천왕이 죽자, 왕후인 우씨(于氏)가 그 사실을 비밀로 한 채 밤중에 발기를 찾아와 '(고국천)왕이 후손이 없으니 발기가 왕을 잇는 것이 마땅하다'고 하였다. 고국천왕의 죽음을 몰랐던 발기는 당연히 이를 거부하고 부인이 어찌 밤중에 돌아다니냐고 호통쳤다. 우씨는 그대로 동생인 연우에게 가서 왕의 죽음을 알리고는 함께 궁궐로 들어갔다. 다음 날 새벽 우씨가 선왕의 유명이라 둘러대며 연우를 왕으로 옹립하니 곧 산상왕이다. 발기가 이를 듣고 크게 노하여 군사를 동원해 왕궁을 포위하고 소리쳤다. "형이 죽으면 아우가 잇는 것이 예이다! 너는 차례를 뛰어넘어 왕위를 빼앗는 큰 죄를 저질렀다! 속히 나오거라! 그러지 않으면 처자를 죽이겠다!"
사흘간 대치했으나 대세는 이미 기울어 연노가(涓奴加)와 함께 하호 3만 명을 이끌고 요동의 공손도(公孫度)에게 귀순하였다. 곧바로 공손도에게서 병사 3만 명을 지원받아 고구려로 쳐들어갔지만 동생 계수에게 패하고 추격당하였다. '이 늙은 형을 해칠 수 있겠냐'는 발기의 말에 계수는 형제의 정이 떠올라 도저히 해치지 못하고 "연우형이 나라를 넘겨주지 않은 것이 도리에 어긋난다 하여도 순간의 감정으로 자기 나라를 멸하는 것은 무슨 경우입니까. 죽은 후에 조상님을 어찌 뵈려고 하십니까."라고 답하였다. 발기는 밀려오는 후회와 부끄러움을 이기지 못하고 배천(裴川)으로 달아나 자살하였다. 계수가 슬피 울며 시체를 거두어 두었다가 산상왕에게 청해 왕의 예로 배령(裴嶺)에 장사지냈다.

### 발기(拔奇)
《삼국사기》에는 한자가 다른 발기(拔奇)가 고국천왕의 형이자 신대왕의 맏아들로 기록되어 있는데, 건안(196년~220년) 초기에 동생 이이모에게 밀려나 왕이 되지 못하고 공손강(공손도의 아들)에게 귀순했다는 기사가 있다. 이에 대해서는 김부식 등이 산상왕 1년(197년)조에 썼어야 할 《통전》의 기록을 고국천왕 1년(179년)조에 잘못 옮겨 쓴 것으로 해석해 두 발기를 동일인으로 보는 게 통설이다. 그 이유는 건안 연간이 196년에서 220년 사이라는 점, 공손씨 정권은 요동에 189년부터 들어섰다는 점, 《삼국지》에서 이이모는 산상왕을 가리킨다는 점, 고국천왕은 176년에 이미 태자로 책봉되어 후계 문제가 정리되었다는 점 등 때문이다. 중국의 기록에서 고국천왕이 누락된 것을 《삼국사기》에 억지로 잇다가 잘못 옮겨 쓴 것으로 추측되고 있다.

## 가계
- 부왕 : 신대왕
- 모후 : 미상
  - 형 : 고패의
  - 형 : 고국천왕
  - 왕자 : 발기
  - 부인 : 미상
    - 아들 : 박위거(駮位居) - 아버지와 달리 고구려에 남아 고추가가 되었다.

  - 동생 : 산상왕
  - 동생 : 계수

## 고발기가 등장하는 작품
- 《우씨왕후》TVING, 2024년~2024년, 배우:이수혁

## 참고 문헌
- 《삼국사기》16권 고구려본기 제4 산상왕 1년
- 이병도 역, 《삼국사기》, 을유문화사